# Peter Ibbetson (Film)
Peter Ibbetson ist ein US-amerikanisches Filmdrama von Henry Hathaway aus dem Jahr 1935. Das Drehbuch basiert auf dem gleichnamigen Roman von George du Maurier und dem daraus entstandenen Bühnenstück von John Nathaniel Raphael. Uraufgeführt wurde der Film am 31. Oktober 1935. In Deutschland wurde der Film erstmals am 15. Mai 1936 in den Kinos gezeigt.

## Handlung
Als Kind führt Peter Ibbetson ein behütetes Leben in einem großen Haus in Paris. Nebenan wohnt seine beste Freundin Mary, mit der er sich tief verbunden fühlt, sich mit ihr aber immer wieder wegen Spielzeug zankt. Als Peters Mutter stirbt, nimmt ihn sein Onkel bei sich in England auf. Mary bleibt zurück in Paris.
Peter wächst auf und wird ein erfolgreicher Architekt, der allerdings an Frauen kein Interesse zeigt. In seinem Urlaub, den ihm sein Vorgesetzter aufdrängt, reist er nach Paris und begegnet dort Agnes. Peter hat kaum Augen für die charmante Frau und sucht das Haus seiner Kindheit auf, das mit der Zeit baufällig geworden ist. Bei seiner Rückkehr nach England wird Peter mit der Wiederherstellung von Ställen für den Herzog von Towers beauftragt. Über das Design gibt es Differenzen mit der Herzogin. Durch eine gezeichnete Karikatur, die die Herzogin zu einem Lachanfall bringt, werden die Differenzen aber beigelegt. Peter und die Herzogin kommen sich näher. Eines Abends beschuldigt der Herzog seine Frau der Untreue. Die beiden sind unfähig zu leugnen, dabei erkennt Peter, dass es sich bei der Herzogin um Mary handelt.
Der wütende Herzog greift Peter an, der ihn in Notwehr tötet. Trotz der Selbstverteidigung wird Peter zu lebenslanger Haft verurteilt. Bei einem Gerangel mit Wächtern verletzt er sich derart am Rücken, dass man ihm keine Überlebenschance einräumt. Bewusstlos liegt Peter auf der Krankenstation und wird von Mary in seinen Träumen besucht. Peter glaubt, die Gespräche in seinen Träumen haben einen realen Hintergrund und er könne mit Mary in seinen Träumen zusammen sein. In einem Traum verspricht ihm Mary, am nächsten Tag einen Ring zu schicken. Als der Ring tatsächlich ankommt, ist Peters Lebenswille in hohem Maße gestiegen. Von nun an sind Peter und Mary tatsächlich durch ihre Träume verbunden. Sie bauen Burgen, spielen in den Gärten ihrer Kindheit und scheinen nicht zu altern. Dennoch stirbt Mary eines Tages in Peters Traumarmen. Peter ist voller Kummer und besucht immer wieder seine Traumwelt. Er hört Marys Stimme, die ihm sagt, sie werden auch im Tod zusammen sein. Peter stirbt glücklich im Gefängnis.

## Kritiken
„Filmhistorisch interessantes Melodram, das eine im amerikanischen Film als "naiver Transzendentalismus" bezeichnete Strömung einleitete.“

„Luis Buñuel und andere Surrealisten um André Breton lobten die Verfilmung des Romans von George du Maurier als perfekte Umsetzung einer "l'amour fou". Fazit: Kühn, lieblich, furios: ein geheimer Klassiker“

## Auszeichnungen
1936 wurde die Filmmusik für den Oscar nominiert.

## Hintergrund
- Der Film der Paramount Pictures ist das Remake des 1921 gedrehten Films Forever von George Fitzmaurice. In der Rolle des Peter Ibbetson war Wallace Reid zu sehen.
- Dieser Film ist einer der 700 Paramount-Produktionen, die zwischen 1929 und 1949 gedreht wurden und deren Vermarktungsrecht für das Fernsehen 1958 von Universal Pictures gekauft wurden.
- Für die Ausstattung des Films sorgte der spätere dreifache Oscar-Gewinner Hans Dreier, der in Bremen geboren wurde. Die Spezial-Effekte stammen von dem späteren zweifachen Oscar-Preisträger Gordon Jennings.
- Das Script für nachträglich gedrehte Szenen wurde von John Meehan geschrieben.
- Nach seiner Karriere als Filmeditor stieg Stuart Heisler 1936 ins Regiefach um.
- In einer Kleinrolle als streitsüchtiger Gefängnisinsasse ist Leonid Kinskey zu sehen.
- Der Autor der Romanvorlage, George du Maurier, ist der Großvater der ebenfalls bekannten Schriftstellerin Daphne du Maurier.